# Václav Bělský
Václav Bělský, též Václav rytíř Bělský či Bielsky (22. září 1818 Bratkovice , obec Černuc – 22. května 1878 Praha), byl český právník a politik, purkmistr Prahy v letech 1863–1867, poslanec Českého zemského sněmu a Říšské rady

## Život

### Mládí, studium a profesní dráha
Pocházel z rodiny bratkovského chalupníka Josefa Bělského. Studoval na gymnáziu v Litoměřicích a Hradci Králové, kde byl jeho učitelem Václav Kliment Klicpera. Poté absolvoval filozofii a právo v Praze a v roce 1845 získal doktorský titul. Během revoluce roku 1848 byl členem Národního výboru a pražského obecního zastupitelstva. V roce 1850 se stal tajemníkem obchodní a živnostenské komory, 1851 notářem a 1858 advokátem. Proslavil se návrhem na zřizování spořitelen na venkově a úpravou jednoty rakouských cukrovarníků pro vzájemné pojištění.
Zemřel na mrtvici[nepřesný odkaz]. Pohřben byl v Praze na Vyšehradském hřbitově .

### Rodinný život
Václav Bělský byl ženat, s manželkou Marií (1827–??) měl tři děti. Syn Václav (1853–??) byl právník a advokát.
Oženil se s Marií (1827–1885), rozenou Formánkovou. Měli spolu syny Ottokara (1850–1884), Václava (1853–1917) a dceru Emilii, provdanou Ferdinandi.

## Politická dráha

### Pražským politikem a purkmistrem

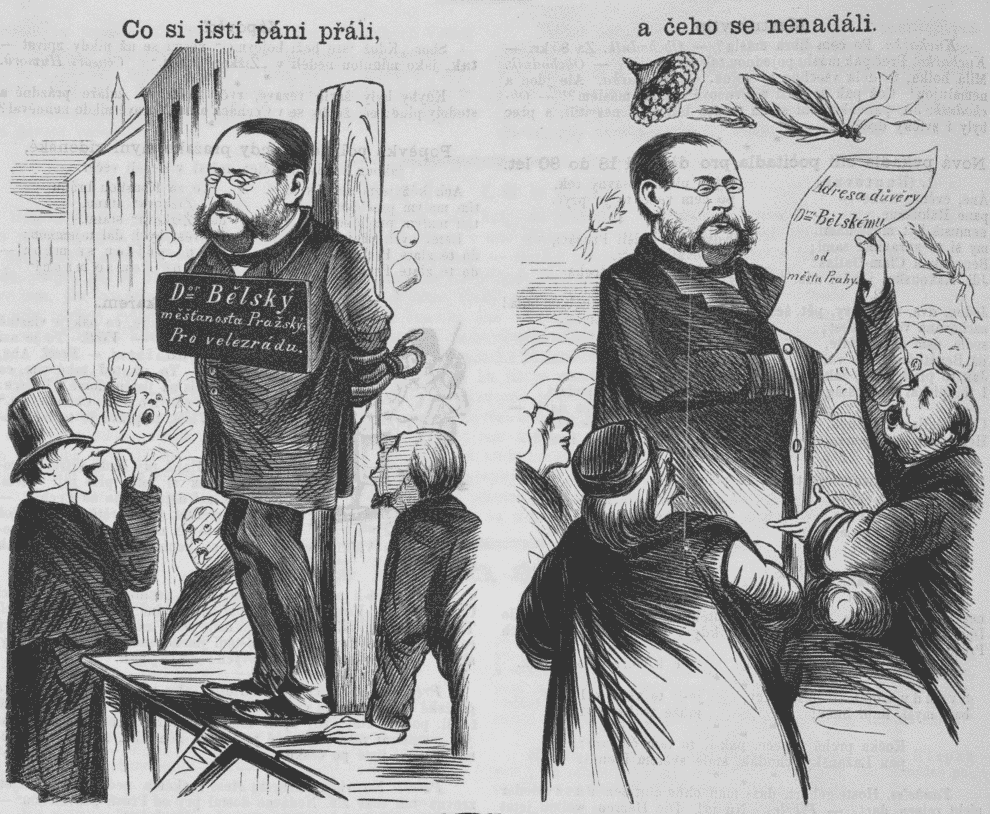
Karikatura ze srpna 1866: Jednání Bělského s Prusy bylo vlasteneckým činem, ne velezradou

V roce 1861 byl znovu zvolen do pražského obecního zastupitelstva a stal se náměstkem purkmistra Františka Václava Pštrosse. Po jeho smrti byl pak od 7. července 1863 pražským purkmistrem. V této funkci založil obecní plynárnu, reálné gymnázium na Malé Straně a obecní pojišťovnu. Nechal také vybudovat Most císaře Františka Josefa I.
Velkých zásluh si dobyl v létě 1866, kdy pruské vojsko po bitvě u Hradce Králové obsadilo Prahu a všichni vyšší rakouští úředníci byli evakuováni. Vyjednáváním s pruským vedením se mu podařilo zabránit rabování a omezit vzniklé škody. V době okupace také pomohl nezaměstnaným dělníkům organizováním veřejných prací, během kterých vznikly Letenské sady a nové silnice. Za svou činnost během války si získal respekt většiny obyvatel a byl oceněn i císařem. Roku 1866 byl povýšen do šlechtického stavu.
Bělský odstoupil z funkce purkmistra v roce 1867 po urážce ze strany náměstka místodržícího, který mu udělil důtku, jakou obvykle dává svým podřízeným. Aféra souvisela s rakousko-uherským vyrovnáním, se kterým česká politická reprezentace nesouhlasila.

### Politické aktivity na zemské a říšské úrovni
Byl aktivní i v zemské a celostátní parlamentní politice. V období let 1863–1872 byl poslancem Českého zemského sněmu, kam byl zvolen v doplňovacích volbách v prosinci 1863 za kurii městskou, obvod Praha-Nové Město místo Františka Václava Pštrosse. Uspěl i v řádných zemských volbách v lednu 1867, nyní za kurii městskou, obvod Praha-Staré Město a v krátce poté vypsaných zemských volbách v březnu 1867. V srpnu 1868 patřil mezi 81 signatářů státoprávní deklarace českých poslanců, v níž česká politická reprezentace odmítla centralistické směřování státu a hájila české státní právo. Čeští poslanci tehdy praktikovali politiku pasivní rezistence, při níž odmítali aktivně vykonávat své mandáty. Bělský byl proto zbaven mandátu pro absenci v září 1868. Manifestačně byl znovu zvolen v září 1869. Uspěl i v řádných zemských volbách v roce 1870 a zemských volbách v roce 1872. Pasivní rezistence pokračovala, takže mandát ztratil. V doplňovacích volbách roku 1873 již v jeho obvodu na sněm místo něj usedl Karel Leopold Klaudy.
Zemský sněm ho roku 1870 zvolil i poslancem Říšské rady (celostátní zákonodárný sbor, tehdy ještě nevolen přímo, ale tvořen delegáty jednotlivých zemských sněmů), kde reprezentoval kurii městskou. Vzhledem k politice pasivní rezistence, kterou tehdy praktikovala česká Národní strana ale fakticky mandát říšského poslance nevykonával. Jeho mandát pak byl na základě absence 23. února 1872 prohlášen za zaniklý. V roce 1870 podnikl misi do Vídně, kde jménem českých politiků sondoval možnost návratu Čechů na Český zemský sněm podmíněný mírou ústupků v očekávaném císařském reskriptu. Bělský nezjistil uspokojivé garance, Český klub nicméně na návrh Františka Palackého přesto rozhodl podmínečně na zemský sněm vstoupit. Bělského cesta do Vídně byla součástí vyjednávání s premiérem Alfredem Potockim ohledně rozšíření vyrovnání i na Čechy. Byla mu tehdy nabídnuta i funkce ministra spravedlnosti, ale k žádnému výsledku se nedospělo.